# Acitaukuru
Acitaukuru (Asitau Kuru) ist eine Kalksteinhöhle in der osttimoresischen Gemeinde Lautém. Sie befindet sich in den Wäldern bei Tutuala.
In der Höhle fand man Jungtiere zweier wahrscheinlich bis 2019 unbeschriebene Geißelspinnenarten der Familie Sarax.